# Łąck
Łąck – wieś sołecka w Polsce położona w województwie mazowieckim, w powiecie płockim, w gminie Łąck.
| SIMC    | Nazwa      | Rodzaj    |
| ------- | ---------- | --------- |
| 0569579 | Kiełpień   | część wsi |
| 0569585 | Rybakówka  | część wsi |
| 0569680 | Stare Budy | część wsi |

31 grudnia 2014 roku Łąck zamieszkiwało 1925 osób.
Miejscowość jest siedzibą gminy Łąck.

## Historia
W 1371 książę Siemowit III zezwolił na lokację wsi Łącko, należącej do norbertanek płockich, na prawie niemieckim.
Wieś duchowna Łącko położona była w drugiej połowie XVI wieku w powiecie gąbińskim ziemi gostynińskiej województwa rawskiego.
Po powstaniu styczniowym, dobra Łącka zostały skonfiskowane przez władze carskie i przekazane Mikołajowi Fuhrmanowi – łowczemu dworu carskiego. W 4 ćw. XIX w. nastąpił rozkwit miejscowości.
W latach 1872−1873 nad Jeziorem Łąckim Dużym wybudowano pałac w stylu neorenesansowym (własność Mikołaja Fuhrmana). W 1884 r. wieś posiadała urząd gminy, szkołę początkową, gorzelnię i fabrykę serów. Rozbudowie uległo założenie parkowe, kaplica pałacowa, świątynia dumania, dwa czworaki. Ogółem w miejscowości istniało 10 budowli murowanych. Rozwój osady następował nie tylko wzdłuż drogi z Płocka do Gostynina, lecz również w kierunku zachodnim – wzdłuż drogi do Sendenia. Pod koniec XIX w. powstały tu zabudowania nadleśnictwa, suszarnia i magazyn szyszek oraz dwa bliźniacze budynki pracownicze stadniny.
W 1923 r. przy zachodniej granicy parku, usytuowano stadninę ogierów. Od tego czasu rozwijał się duży kompleks zabudowań przeznaczonych dla hodowli koni na potrzeby wojska na północnych obszarach Kongresówki.
W latach 1938−39 r. pałac był letnią siedzibą marszałka Edwarda Rydza-Śmigłego.
W latach 1975–1998 miejscowość administracyjnie należała do województwa płockiego. W miejscowości działało Państwowe Gospodarstwo Rolne – Państwowe Stado Ogierów Łąck. W 1993 zmieniło formę na Stado Ogierów Łąck, w 1994 na Stado Ogierów Skarbu Państwa Łąck, a od 1995 działa jako Stado Ogierów w Łącku Sp. z o.o.. 18 maja 1986 Rada Państwa nadała wsi Krzyż Partyzancki za zasługi w walce z niemieckim okupantem w czasie II wojny światowej.
Pod koniec 2004 w Łącku otwarto jedną z najnowocześniejszych hal sportowych w Polsce.
Od roku 2006 odbywa się tutaj corocznie Festiwal Folkloru i Kultury Ziemi Kujawskiej i Mazowieckiej "Od kujawiaka do oberka".
We wsi znajduje się kościół rzymskokatolicki pw. Matki Bożej Częstochowskiej (jest to kościół filialny parafii św. Walentego w Korzeniu Królewskim).

## Ulice
W Łącku są 42. ulice:
Amazonki, Brzozowa, Cedrowa, Długa, Gajowa, Gostynińska, Hippiczna, Jaśminowa, Jagodowa, Jesienna, Kasztanowa, Klonowa, Kolejowa, Konwaliowa, Krótka, Kwiatowa, Leśna, Letnia, Lipowa, Łąkowa, Miodowa, Osiedlowa, Piękna, Płocka, Polna, Południowa, Promienna, Pszczela, Radosna, Rusałki, Słoneczna, Słowicza, Sosnowa, Spacerowa, Tęczowa, Warszawska, Wesoła, Wierzbowa, Wiosenna, Zielona, Zimowa oraz rondo Rondo im. Emiliana Wójcika.

## Filmy nakręcone w Łącku
Dużej sławy przysporzył Łąckowi film.
Tutaj kręcono m.in.:
- „Pościg”, reż. Stanisław Urbanowicz,
- „Szatan z siódmej klasy”, reż. Maria Kaniewska,
- „Szwadron”, reż. Juliusz Machulski,
- „Cwał”, reż. Krzysztof Zanussi,
- „Ogniem i mieczem”, reż. Jerzy Hoffman (pojedynek Wołodyjowskiego z Bohunem, kąpiel Heleny Kurcewiczówny w jeziorze[19]),
- dwa odcinki „Stawki większej niż życie”, reż. Andrzej Konic i Janusz Morgenstern (Żelazny Krzyż i Podwójny nelson[19]).